# Östra Hanhals och Torkelstorp
Östra Hanhals och Torkelstorp är en tätort i Hanhals socken i Kungsbacka kommun, Hallands län. Tätorten avgränsades av SCB 2015 och inkluderade då bebyggelse i den tidigare småorten Sätinge, bebyggelsen i den tidigare småorten östra Torkelstorp och bebyggelse norr därom kring Hanhals kyrka. Denna avgränsning fick av SCB namnet Sätinge. Vid avgränsningen 2020 hade området för den ursprungliga småorten klassats som utanför tätortsområdet. Tätorten namnsattes då av SCB till Östra Hanhals och Torkelstorp och den återbildade småorten namnsattes till Sätinge. 2023 uppgick småorten Torkelstorp i denna tätort 